# Canguru na cultura popular

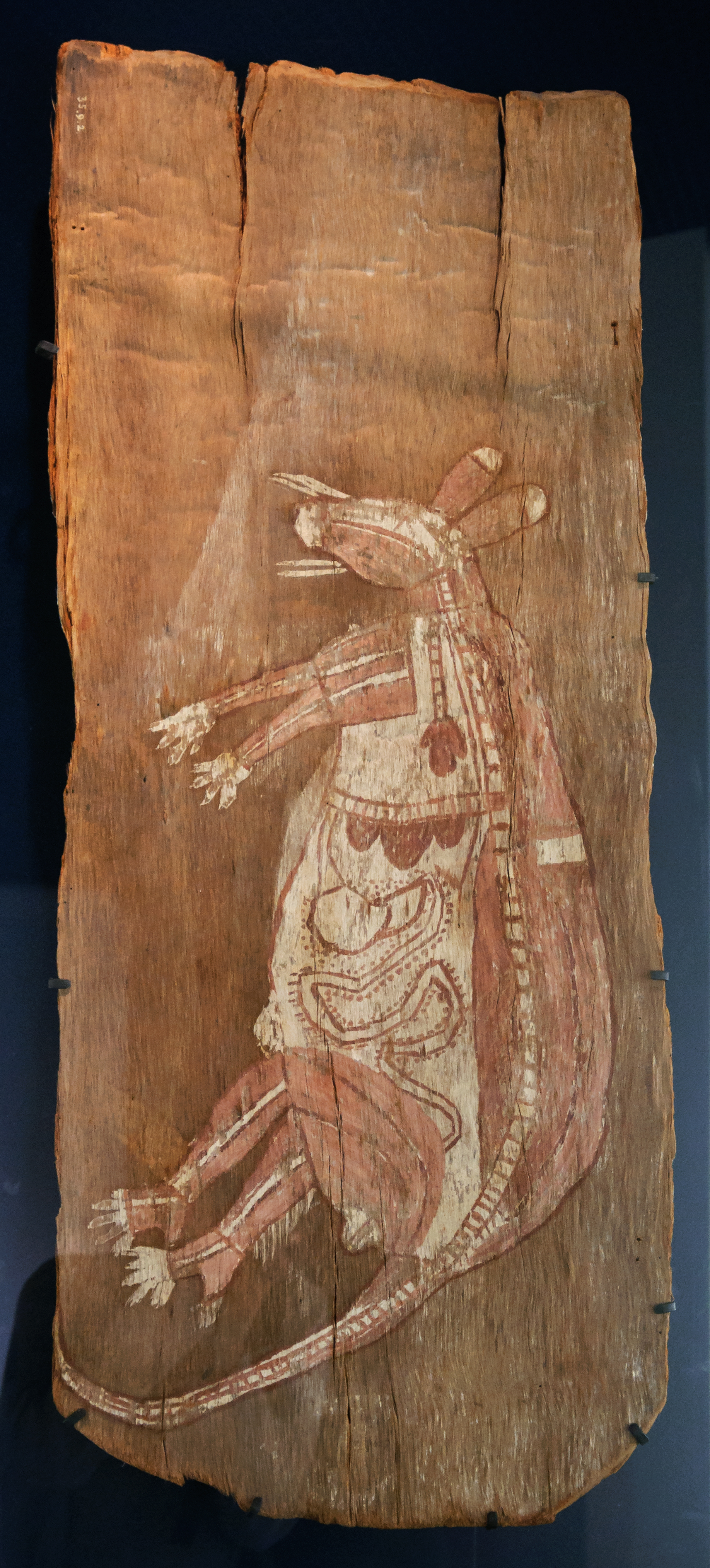
Ancestral totêmico canguru — pintura aborígene australiana em casca, Terra de Arnhem, c. 1915.

Cangurus, wallabies e outros Macropodidae tornaram-se símbolos da Austrália, além de aparecerem na cultura popular internacionalmente e dentro da própria Austrália.
Os cangurus fazem parte do significado cultural e espiritual de muitos indígenas australianos. Desde a sua descoberta na Europa, os cangurus tornaram-se um emblema da Austrália, aparecendo em seu brasão e em muitos brasões estaduais e municipais, logotipos australianos como o logotipo da Qantas, nomes de equipes esportivas australianas, mascotes como o Boxing Kangaroo e na arte pública. Os cangurus também estão bem representados no cinema, televisão, músicas, brinquedos e lembranças ao redor do mundo.

## Primeiros encontros europeus
O canguru foi considerado uma raridade única quando o HMB Endeavour de James Cook chegou à Inglaterra em 1771 com um espécime a bordo. Com o tempo, passou a simbolizar a Austrália e os valores australianos.
Joseph Banks, o naturalista da viagem de Endeavour, encomendou a George Stubbs a pintura de um retrato do espécime de canguru. Quando o relato oficial da viagem foi publicado em 1773, foi ilustrado com uma gravura do canguru de Stubbs. A partir desse momento, o canguru rapidamente passou a simbolizar o continente australiano, aparecendo em exposições, coleções, arte e trabalhos impressos em toda a Europa.

## Statusdo canguru
Demorou muito para que o canguru alcançasse o reconhecimento oficial na Austrália. Apesar de ser um "animal nocivo declarado" por causa de sua reputação de danificar plantações e cercas e competir com animais domésticos por recursos, o canguru finalmente alcançou o reconhecimento oficial com sua inclusão no brasão de armas da Austrália em 1908. O canguru agora é popularmente conhecido . considerado como o emblema animal não oficial da Austrália.

## Emblemas e logotipos de canguru

Brasão australiano

O canguru e a ema são portadores do brasão australiano. Alegou-se que esses animais foram escolhidos para significar um país que está avançando por causa de uma crença comum de que nenhum deles pode retroceder.
Dois cangurus vermelhos servem como portadores do Brasão de Armas da Austrália Ocidental.
A companhia aérea nacional da Austrália, Qantas, usa um canguru no seu logotipo. O canguru sempre fez parte do logotipo da Qantas, e a companhia aérea já era conhecida informalmente como "The Flying Kangaroo" ("O Canguru Voador").
A Tourism Australia usa o canguru em seu logotipo para "ajudar a garantir o reconhecimento instantâneo da Austrália em todo o mundo".
O logotipo do Australian Grown usa um canguru dourado em um triângulo verde para mostrar que um produto é fabricado ou cultivado na Austrália.
O roundel da Real Força Aérea Australiana apresenta um canguru-vermelho.
Os navios de guerra da Marinha Real Australiana têm símbolos de canguru vermelhos (baseados no canguru no verso da moeda australiana) fixados em ambos os lados de sua superestrutura ou funil. Isso se originou durante a Guerra da Coreia: como o destróier HMAS  Anzac foi repetidamente confundido com um navio de guerra britânico, seu oficial executivo tinha um 'cata-vento' de latão na forma de um canguru feito e montado no mastro principal do navio.
O canguru faz parte do emblema oficial do Regimento Real Australiano com um canguru entre dois rifles Lee-Enfield.
O brasão vitoriano inclui a parte superior de um canguru segurando uma coroa imperial em suas patas.
O canguru-vermelho é o emblema animal do Território do Norte.
O canguru é o emblema oficial da Polícia do Território do Norte.
A empresa britânica de roupas e chapelaria Kangol, conhecida por suas boinas, apresenta um canguru em seu logotipo.

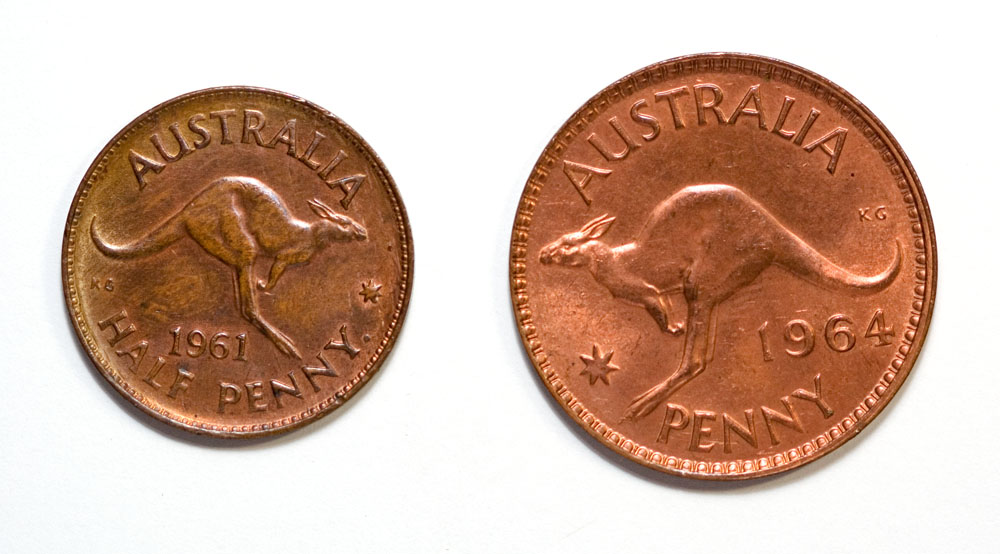
Meio centavo australiano de 1961 e centavo de 1964 com cangurus

## Mascotes canguru na Austrália

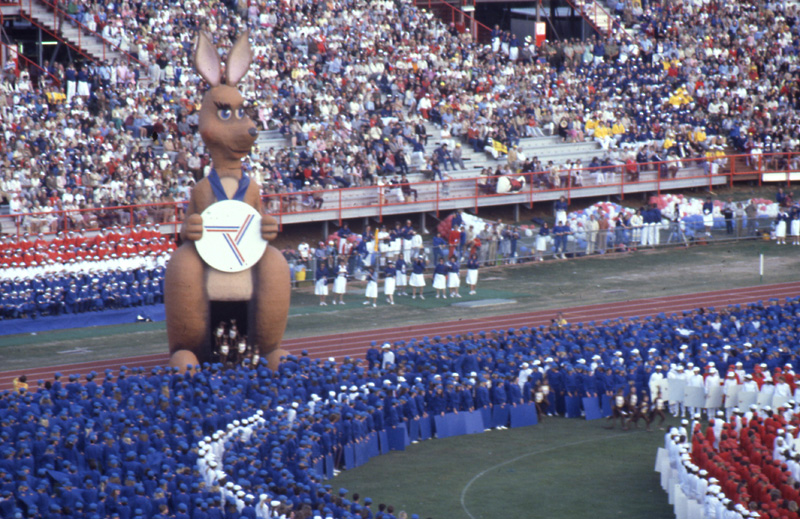
Matilda, nos Jogos da Commonwealth de 1982

O boxing kangaroo — mascote da equipe Austrália II na Copa América de 1983. Esta versão do canguru tornou-se um ícone esportivo, conhecido informalmente como o verde e dourado "Sporting Kangaroo", e é muito popular entre as multidões de críquete e eventos esportivos internacionais que contam com a participação australiana.
Matilda, a mascote dos Jogos da Commonwealth de 1982, realizados em Brisbane, Queensland, Austrália, foi representada tanto por um canguru de desenho animado quanto por um canguru mecânico de treze metros de altura (42 pés 8 polegadas) (que piscou para os espectadores durante as cerimônias de abertura e encerramento). A 'medalha', que foi usada pelas versões cartoon e mecânica de Matilda, apresenta o logotipo dos Jogos da Commonwealth de 1982 — uma representação estilizada de um canguru saltando (em "voo") — semelhante à pose do canguru apresentada na moeda de meio pêni pré-decimal.
Durante a Primeira Guerra Mundial, cangurus de estimação e cangurus de brinquedo eram uma escolha popular de mascote para militares australianos.

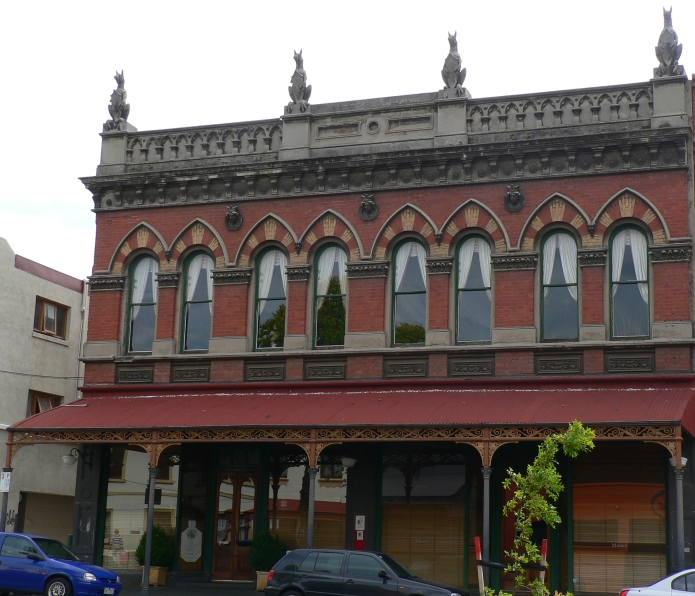
Gárgulas de canguru no topo do Carlton Club (construído em 1889) em Carlton, Vitória